# John Kasich
John Richard Kasich (pronunciación en inglés: /ˈkeɪsɨk/; McKees Rocks, Pennsylvania; 13 de mayo de 1952) es un político estadounidense miembro del Partido Republicano. Ha ocupado el cargo de gobernador del estado de Ohio desde 2011 hasta 2019. Sirvió como un miembro de la Cámara de Representantes de los Estados Unidos, representando a Ohio desde 1983 hasta 2001.
Fue comentarista en el Fox News Channel, presentando Heartland with John Kasich, desde 2001 hasta 2007 y trabajó como un banquero de inversiones como el director de la oficina de Lehman Brothers en Columbus hasta su bancarrota en 2008.
Kasich fue precandidato republicano para la presidencia de los Estados Unidos en la elección presidencial de 2016, pero suspendió su campaña el 4 de mayo del mismo año, un día después de que su contendiente, el magnate Donald Trump, ganara las primarias republicanas en el estado de Indiana.
Durante las primarias solo fue elegido como ganador en su propio estado Ohio.